# Ana și „hoțul”
Ana și „hoțul” este un film românesc din 1981 regizat de Virgil Calotescu. Rolurile principale au fost interpretate de actorii Gabriel Oseciuc, Carmen Galin și Amza Pellea.

## Distribuție
- Gabriel Oseciuc — Mihai Vasiliu (poreclit „Kojak”), fost student la Politehnică, fost deținut
- Carmen Galin — Ana Crijan, soră medicală, fiica cea mare a maistrului Crijan
- Amza Pellea — Crijan, maistru forjor la uzina metalurgică
- Dorina Lazăr — Maria Crijan, soția maistrului
- Costel Constantin — Petrescu, secretarul de partid al uzinei metalurgice
- Stela Popescu — Silvia, confecționeră de manechine, mătușa lui Mihai
- Aurel Giurumia — Aurică Caragea, muncitor forjor
- Radu Gheorghe — Pârvu, spărgător de case, fost deținut
- Alexandru Arșinel — Ghiță Dubăț, fost deținut, complicele lui Pârvu
- Papil Panduru — nea Radu, muncitor forjor
- Dinu Manolache — secretarul UTC al uzinei metalurgice
- Constantin Dinulescu — Raul Ghiculescu, avocat, iubitul Silviei
- Valentin Plătăreanu — șeful de secție al uzinei metalurgice
- Constantin Zărnescu
- Dumitru Rucăreanu — muncitor forjor
- Violeta Preda — Lili Crijan, elevă, fiica cea mică a maistrului Crijan
- Draga Olteanu-Matei — ghicitoarea în cafea
- Norocel Dumitriu
- Dumitru Dimitrie — chelnerul Silică de la barul de noapte
- Alexandru Boroș — tânăr muncitor forjor
- Dumitru Ghiuzelea
- Adrian Mihai
- Virgil Constantinescu
- Ioana Albu
- Mihai Constantinescu
- Mariana Stark
- Angela Ioan
- Valentin Iorga
- Tiberiu Lazăr
- Traian Petruț

## Primire
Filmul a fost vizionat de 2.164.864 spectatori de spectatori în cinematografele din România, după cum atestă o situație a numărului de spectatori înregistrat de filmele românești de la data premierei și până la data de 31 decembrie 2014 alcătuită de Centrul Național al Cinematografiei.